# ウィズ・オア・ウィズアウト・ユー
「ウィズ・オア・ウィズアウト・ユー」（With or Without You）は、U2の楽曲。
アルバム『ヨシュア・トゥリー』からの先行シングルで、U2のシングルとして初めてUSチャートで1位に輝いた曲。UKよりもUSでのチャートアクションがよかった曲もこれが初めて。また、U2初のシングルCDである。

## 解説
ライチャス・ブラザーズやスコット・ウォーカーのアルバム「Climate of Hunter」にインスパイアされ作られた曲といわれている。
1985年後半に、ラリーの自宅にメンバーが全員集合、The Unforgettable Fireツアー中に作った素材を膨らませたデモが元になっている。ボノがコードシークエンスを書き、ヤマハのドラムマシーンのビートとアダムのアイバニーズ・ベースによるベース部分からなるデモだったが、この段階では単調な同じコードの繰り返しで使いものにならなかったのだという。The Joshua Treeのレコーディングに入ってからもなかなか突破口が開けず、皆が放棄したところで、ボノとギャヴィン・フライデーの手に渡った。ボノは「ゴミ箱に丸めて捨てられたこの曲を彼（ギャヴィン）が拾い上げてまとめてくれた」と述べている。そして、イーノが「Bad」のときと同じようにキーボードでアルペジオを加えてようやく形になり始めたところで、エッジの元に映画「Captive」のサントラで共演したマイケル・ブルックから、ヴァイオリンのように果てしなく音が伸びるインフィニット・ギターが届いて、事態は急展開、ようやく曲が完成した。
歌詞は、ボノが1986年にコート・ダジュールを訪れた時に書いたもので、その意味については諸説あった。しかし、本人は「U2 By U2」において、ロックスターの生活と普通の家庭生活の板挟みになって悩んでいた、当時の心境を綴ったとのこと。この際、ボノの念頭にあった典型的なロックスターの生活とは、ザ・ポーグスのヴォーカル・シェイン・マガウアンだった。だが、歌詞を書きながらボノはこの2つの生活の間の緊張を生きることこそが、アーチスト的な人生だと悟ったという。
ちなみにポール・マクギネスはこの曲を「おかしな音が鳴っている曲」と考え、シングルカットに反対したのだが、ギャヴィンが「絶対No.1ヒットになるから」と説き伏せ、アルバムからの先行シングルとなった。果たしてギャビンの予想は当たり、後でポールは平謝りに謝ったということである。
「With or Without You」は、U2の代表曲となるとともにロックのスタンダード・ナンバーとなり、The Mission UKの「Butterfly on a Wheel」、イギー・ポップの「Beside You」、CHAGE and ASKAの「この愛のために」、リンキン・パークの「Shadow of the Day」、アリシア・キーズの「No One」など亜流ともいえる曲を沢山生んだ。

## ライブ
「With or Without You」は1987年4月4日、Joshua Tree Tourの2回目の公演において初めてライブで演奏され、同ツアーの残りの日程でもレギュラーとして演奏された。1989年のLovetown Tourでもほとんどの公演において演奏された。これらのツアーにおいて、スタジオ版には無い2つの追加パートが演奏された： 一つは『魂の叫び』（映画）にも収録されている「We'll shine like stars in the summer night/We'll shine like stars in the winter light/One heart, one hope, one love」又はこれを改変した歌詞を歌う追加のヴァースで、もう一つはジョイ・ディヴィジョンの「Love Will Tear Us Apart」からの断片を歌うもので、こちらは「Live from Paris」で聴くことができる。POPMART TOUR以降、ボノは曲のクライマックスで「Ohh」を繰り返すことが多くなった（稀に「shine like stars」のヴァースも歌われる）。
「With or Without You」はZoo TV Tourのほとんどの公演とPOPMART TOURの全ての公演で演奏された。Elevation Tourの第3レグではセットリストから漏れた。Vertigo Tourでは当初は稀にしか演奏されなかった - 2ヶ月にわたる同ツアーの第1レグにおいてこの曲が演奏されたのは4回だけである。欧州での第2レグでのスタジアムコンサートではレギュラー曲となり、第3レグのセットリストにも残った。U2 360° Tourでも毎晩演奏され、時々「shine like stars」のコーダも歌われた。Innocence + Experience Tourでは本編の最後の曲として毎回演奏され、ここでも「shine like stars」のコーダがしばしば歌われた。
ライブ・パフォーマンスは『Zoo TV: Live from Sydney』、『PopMart: Live from Mexico City』、『Elevation 2001: Live from Boston』、『U2 Go Home: Live from Slane Castle』、『Vertigo 05: Live from Milan』、『U2 3D』、『U2 360° at the Rose Bowl』にも収録されている。

## B面

### Luminous Times (Hold On To Love)
愛の矛盾や複雑さを歌った曲。いい曲だという感触はあったが、レコーディング中に完成させることができず、B面に回された。

### Walk To The Water
これもレコーディング中に完成させることができず、B面に回された曲。ビル・グラハムはヴァン・モリソン的と評しているが、ナイル・ストークスはフィル・ライノットの影響が見られると述べている。
ボノはこの2曲なしには「With Or Without You」は意味をなさないと述べている。

## 収録曲
1. "With Or Without You"
2. "Luminous Times (Hold on to Love)"
3. "Walk to the Water"

## PV
監督はメイアート・エイヴィスとマット・マハーアン。後にエッジの2番目の妻となるモーリー・スタインバーグがちらりと姿を見せている。「The Joshua Tree」のスーパー・デラックス・エディションにはPVのオルタナ・ヴァージョンが収録されている。

## サウンドトラック
- ブローン・アウェイ（アメリカ映画、1994年公開）[7]
- 眠れる森（フジテレビ系テレビドラマ、1998年放映） - 木村拓哉がU2のファンということである。
- いつまでも二人で（イギリス映画、1999年公開）[8]
- ソロモンの偽証 後篇・裁判（日本映画、2015年公開）[9] - 日本映画にU2の曲が使われたのはこれが初めてである。

## カバー

### カバー
- List of cover versions of U2 songs - With or Without You

「One」に次いで2番目にカバーされた回数が多いU2の曲。
- - セラピー?（英語版）（92）
北アイルランド出身のインダストリアルメタルバンド。 限定盤EP「Have a Merry Fucking Christmas」に収録されているためか、リストにないが、カバーしている。
  - Heaven17（99）
80年代に一世を風靡したエレポップバンド。
  - 宇多田ヒカル（01）
MTVアンプラグド出演時にカバー。この模様は『Utada Hikaru Unplugged』として商品化されている。
  - Keane（06）
  - GLAY（07）
彼らはU2ファン。
  - Salyu×Superfly（10）
ライブでカバー。
  - 2Cellos（11）
  - ツイン・シャドウ（13)
「UNDER THE CVRS」というカバープロジェクトの一環で披露[11]。
  - Kishi Bashi
SoundCloudで公開（13）
  - Imagine Dragons（14）
ライブでカバー
  - OneRepublic
ライブでカバー

### サンプリング
- LMC vs. U2 - Take Me to the Clouds Above（04）
ホイットニー・ヒューストンの「How Will I Know」とU2の「With Or Without You」をサンプリングした曲で、UKナンバー1ヒットとなった。

## 評価

### イヤーオブ
- 1987年MTVビデオミュージックアワード・ヴューザーズ・チョイス
- 1987年ホットプレス年間ベストシングル第11位
- 1987年ホットプレス読者が選ぶ年間ベストアイリッシュシングル第2位
- 1987年ローリングストーン読者が選ぶ年間ベストシングル第1位
- 1987年ヴィレッジ・ボイスPazz & Jopシングルリスト第15位

### オールタイム
- 1989年ラジオヴェロニカ（オランダ）が選ぶオールタイムベスト500第182位
- 1988年BBCレディオ1が選ぶベストソング第7位
- 1989年Qマガジン読者が選ぶオールタイムベストソング100第47位
- 1999年スタジオ・ブリュッセル（ベルギー）の視聴者が選んだオールタイムベストソング第15位
- 2000年ローリングストーンが選ぶ偉大なポップソング100第8位
- 2004年ローリングストーンが選ぶオールタイムベストソング500第131位）
- 2006年Qマガジンが選ぶオールタイムベストソング100第17位
- 2006年VH1の番組「The Greatest」における80年代の最も偉大な100曲第13位[13]。
- 2009年ガーディアンが選ぶ誰もが知っている曲1000
- 2009年ラジオヴェロニカ（オランダ）が選ぶ80年代ベストソング100第1位
- 2010年ローリングストーンが選ぶオールタイムベストソング500第132位
- 2012年NMEが選ぶ過去60年のベストソング100：80年代編第66位